# Diocesi di Srikakulam
La diocesi di Srikakulam (in latino Dioecesis Srikakulamensis) è una sede della Chiesa cattolica in India suffraganea dell'arcidiocesi di Visakhapatnam. Nel 2022 contava 87.630 battezzati su 3.976.420 abitanti. È retta dal vescovo Vijaya Kumar Rayarala, P.I.M.E.

## Territorio
La diocesi comprende il territorio del distretto di Srikakulam e quello dei taluks di Kurupam, Parvathipuram, Cheepurupalli e Gummalakshmipuram nel distretto di Vizianagaram, prima della riforma amministrativa del 2022, nell'estremo nord-est dello stato indiano dell'Andhra Pradesh.
Sede vescovile è la città di Srikakulam, dove si trova la cattedrale di Santa Maria della Misericordia.
Il territorio è suddiviso in 39 parrocchie.

## Storia
La diocesi è stata eretta il 1º luglio 1993 con la bolla Ad aptius fovendum di papa Giovanni Paolo II, ricavandone il territorio dalla diocesi di Visakhapatnam (oggi arcidiocesi).
Originariamente suffraganea dell'arcidiocesi di Hyderabad, il 16 ottobre 2001 è entrata a far parte della provincia ecclesiastica dell'arcidiocesi di Visakhapatnam.

## Cronotassi dei vescovi
Si omettono i periodi di sede vacante non superiori ai 2 anni o non storicamente accertati.
- Innayya Chinna Addagatla † (1º luglio 1993 - 12 dicembre 2018 ritirato)[2]
- Vijaya Kumar Rayarala, P.I.M.E., dal 16 luglio 2019

## Statistiche
La diocesi nel 2022 su una popolazione di 3.976.420 persone contava 87.630 battezzati, corrispondenti al 2,2% del totale.
| anno | popolazione | popolazione | popolazione | presbiteri | presbiteri | presbiteri | presbiteri                | diaconi | religiosi | religiosi | parrocchie |
| anno | battezzati  | totale      | %           | numero     | secolari   | regolari   | battezzati per presbitero | diaconi | uomini    | donne     | parrocchie |
| ---- | ----------- | ----------- | ----------- | ---------- | ---------- | ---------- | ------------------------- | ------- | --------- | --------- | ---------- |
| 1999 | 49.400      | 2.967.191   | 1,7         | 36         | 20         | 16         | 1.372                     |         | 18        | 95        | 22         |
| 2000 | 52.648      | 2.970.191   | 1,8         | 37         | 22         | 15         | 1.422                     |         | 17        | 88        | 22         |
| 2001 | 53.240      | 2.970.191   | 1,8         | 36         | 21         | 15         | 1.478                     |         | 16        | 87        | 22         |
| 2002 | 55.205      | 2.995.280   | 1,8         | 34         | 22         | 12         | 1.623                     |         | 16        | 90        | 22         |
| 2003 | 57.515      | 3.001.280   | 1,9         | 38         | 20         | 18         | 1.513                     |         | 22        | 94        | 22         |
| 2004 | 59.670      | 3.001.980   | 2,0         | 37         | 23         | 14         | 1.612                     |         | 16        | 98        | 24         |
| 2010 | 63.976      | 3.311.000   | 1,9         | 44         | 31         | 13         | 1.454                     |         | 18        | 115       | 29         |
| 2014 | 69.165      | 3.257.000   | 2,1         | 54         | 40         | 14         | 1.280                     |         | 17        | 101       | 33         |
| 2017 | 84.124      | 3.808.756   | 2,2         | 66         | 49         | 17         | 1.274                     |         | 25        | 105       | 36         |
| 2020 | 85.900      | 3.895.000   | 2,2         | 62         | 45         | 17         | 1.385                     |         | 30        | 104       | 36         |
| 2022 | 87.630      | 3.976.420   | 2,2         | 56         | 39         | 17         | 1.564                     |         | 29        | 104       | 39         |